# Blanck Mass
Blanck Mass, pseudonimo di Benjamin John Power (...), è un produttore discografico, disc jockey e compositore britannico, noto per essere stato uno dei membri fondatori dei Fuck Buttons. Nel 2022 è entrato a far parte della formazione ufficiale degli Editors.

## Carriera
Nel 2012 il brano Sundowner fu utilizzato durante la cerimonia di apertura delle Olimpiadi di Londra.
L'anno seguente l'artista aprì il concerto dei Sigur Rós.
Ha rielaborato la colonna sonora di Lacrime d'amore (The Strange Colour Of Your Body's, 2015).
Il brano "Loam" contenuto nell'album "Dumb Flesh" è presente nell'episodio 19 della serie TV "Limitless".

## Discografia

### Da solista
Album in studio
- 2011 – Blanck Mass
- 2015 – Dumb Flesh
- 2017 – World Eater
- 2019 – Animated Violence Mild
- 2021 – In Ferneaux

Colonne sonore
- 2020 – Calm With Horses
- 2022 – Ted K
- 2022 – Gazza
- 2023 – The Rig

### Con i Fuck Buttons
- 2008 – Street Horrrsing
- 2009 – Tarot Sport
- 2013 – Slow Focus

### Con gli Editors
- 2022 – EBM